# Dinastia Tang posteriore

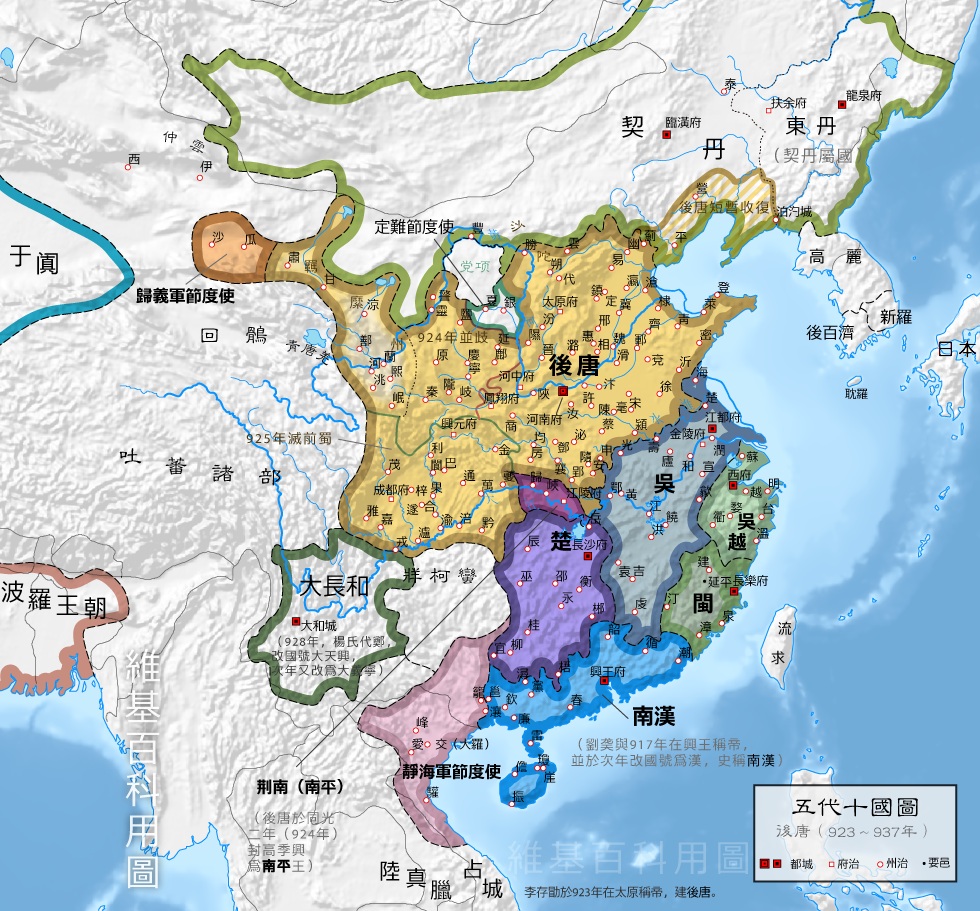
Territorio occupato dai Tang posteriori (in giallo)

La dinastia dei Tang posteriori (後唐T, 后唐S, Hòu TángP) fu una dinastia imperiale dalla vita breve, che durò dal 923 al 937 durante il periodo delle Cinque Dinastie e dei Dieci Regni (907-960) nella storia della Cina.
I primi tre dei quattro imperatori Tang posteriori erano etnicamente Shatuo sinizzati. Il nome Tang fu usato per legittimarsi come restauratori della dinastia Tang (618–907). Sebbene i Tang posteriori siano iniziati ufficialmente nel 923, la dinastia già esisteva negli anni precedenti, come un'entità statuale chiamata Jin (907–923).
Al loro culmine, i Tang posteriori controllavano la maggior parte della Cina settentrionale.

## Formazione
Dalla caduta della dinastia Tang nel 907, si era sviluppata una rivalità tra i successori Liang posteriori, fondati da Zhu Wen, e lo Stato di Jin, fondato da Li Keyong, nell'odierno Shanxi. La rivalità sopravvisse alla morte di Li Keyong, il cui figlio Li Cunxu continuò ad espandere i territori Jin a spese dei Liang posteriori.
Li Keyong forgiò un'alleanza con i potenti Kitai, come gli Shatuo un popolo della steppa settentrionale, una relazione che ebbe un ruolo significativo nell'espansione e nel trionfo definitivo degli Shatuo. Li Cunxu riuscì a rovesciare i Liang posteriori nel 923 e si proclamò imperatore dei Tang posteriori, ai quali si riferiva come ai "Tang restaurati". Come parte della "restaurazione dei Tang", la capitale fu riportata nella vecchia sede orientale dei Tang a Luoyang.

## Sviluppo
Quello dei Tang posteriori fu un regime dalla vita breve, che durò solo tredici anni. Lo stesso Li Cunxu visse solo tre anni dopo la fondazione della dinastia, essendo stato ucciso durante la ribellione di un ufficiale nel 926. Li Siyuan, il figlio adottivo di Li Keyong, subentrò nella dinastia, ma le relazioni con i Khitani si erano guastate. Lotte interne caratterizzarono i rimanenti dieci anni della dinastia, finendo con il suo rovesciamento nel 936 quando Shi Jingtang, genero di Li Siyuan e altro shatuo, si ribellò, prese d'assalto la capitale con l'aiuto delle truppe khitane, e fondò i Jin posteriori.

## Estensioni dei territori dei Tang posteriori
I Tang posteriori controllavano al loro culmine un territorio considerevolmente maggiore dei Liang posteriori. Si estendevano su tutti i territori settentrionali controllati dai Liang posteriori nonché sulla loro base nello Shanxi. Avevano anche il controllo sulle aree intorno a Pechino e dello Shaanxi, che non erano interamente sotto il controllo dei Liang posteriori. L'espansione maggiore dei Tang posteriori avvenne nel 925 quando conquistarono il precedente Stato di Shu, incentrato nell'odierno Sichuan. Tuttavia, quando il potere dei Tang posteriori stava declinando, si formò uno stato Shu posteriore nel 934, un anno prima della caduta dei Tang posteriori.

## Sovrani
| Nomi templari     | Nomi postumi | Nomi di famiglia e Nomi propri     | Convenzioni onomastiche cinesi  | Durata dei regni | Nomi delle ere e relative durate                  |
| ----------------- | ------------ | ---------------------------------- | ------------------------------- | ---------------- | ------------------------------------------------- |
| Zhuāngzōng (莊宗) |              | Lǐ Cúnxù (李存勗)                  | Nome di famiglia e nome proprio | 923–926          | Tóngguāng (同光) 923–926                          |
| Míngzōng (明宗)   |              | Lǐ Sìyuán (李嗣源) o Lǐ Dǎn (李亶) | Nome di famiglia e nome proprio | 926–933          | Tiānchéng (天成) 926–930 Chángxīng (長興) 930–933 |
| nessuno           | Mǐn (閔)     | Lǐ Cónghòu (李從厚)                | Nome di famiglia e nome proprio | 933–934          | Yìngshùn (應順) 933–934                           |
| nessuno           | Mòdì (末帝)  | Lǐ Cóngkē (李從珂)                 | Nome di famiglia e nome proprio | 934–937          | Qīngtaì (清泰) 934–937                            |

## Albero genealogico dei sovrani
|                                                 |                                            |                                            |                                            |                                            |                                            |  |  |  |  |                                              |                                              |                                              |                                              |                                              |                                              |  |  |                                                 |                                                 |                                                 |                                                 |                                                 |                                                 |  |  |                                                |                                                |                                                |                                                |                                                |                                                |  |  |                       |                       |                       |                       |                       |                       |  |  | Adottato                                                      |                                                               |                                                               |                                                               |                                                               |                                                               |  |  |  |  |  |  |  |  |  |  |  |  |
|                                                 |                                            |                                            |                                            |                                            |                                            |  |  |  |  |                                              |                                              |                                              |                                              |                                              |                                              |  |  |                                                 |                                                 |                                                 |                                                 |                                                 |                                                 |  |  |                                                |                                                |                                                |                                                |                                                |                                                |  |  |                       |                       |                       |                       |                       |                       |  |  |                                                               |                                                               |                                                               |                                                               |                                                               |                                                               |  |  |  |  |  |  |  |  |  |  |  |  |
|                                                 |                                            |                                            |                                            |                                            |                                            |  |  |  |  |                                              |                                              |                                              |                                              |                                              |                                              |  |  |                                                 |                                                 |                                                 |                                                 |                                                 |                                                 |  |  |                                                |                                                |                                                |                                                |                                                |                                                |  |  |                       |                       |                       |                       |                       |                       |  |  | Matrimonio                                                    |                                                               |                                                               |                                                               |                                                               |                                                               |  |  |  |  |  |  |  |  |  |  |  |  |
|                                                 |                                            |                                            |                                            |                                            |                                            |  |  |  |  |                                              |                                              |                                              |                                              |                                              |                                              |  |  | Li Keyong 李克用 856–908                        | Li Keyong 李克用 856–908                        | Li Keyong 李克用 856–908                        | Li Keyong 李克用 856–908                        | Li Keyong 李克用 856–908                        | Li Keyong 李克用 856–908                        |  |  | Li Ni 李霓                                     | Li Ni 李霓                                     | Li Ni 李霓                                     | Li Ni 李霓                                     | Li Ni 李霓                                     | Li Ni 李霓                                     |  |  |                       |                       |                       |                       |                       |                       |  |  |                                                               |                                                               |                                                               |                                                               |                                                               |                                                               |  |  |  |  |  |  |  |  |  |  |  |  |
|                                                 |                                            |                                            |                                            |                                            |                                            |  |  |  |  |                                              |                                              |                                              |                                              |                                              |                                              |  |  | Li Keyong 李克用 856–908                        | Li Keyong 李克用 856–908                        | Li Keyong 李克用 856–908                        | Li Keyong 李克用 856–908                        | Li Keyong 李克用 856–908                        | Li Keyong 李克用 856–908                        |  |  | Li Ni 李霓                                     | Li Ni 李霓                                     | Li Ni 李霓                                     | Li Ni 李霓                                     | Li Ni 李霓                                     | Li Ni 李霓                                     |  |  |                       |                       |                       |                       |                       |                       |  |  |                                                               |                                                               |                                                               |                                                               |                                                               |                                                               |  |  |  |  |  |  |  |  |  |  |  |  |
|                                                 |                                            |                                            |                                            |                                            |                                            |  |  |  |  |                                              |                                              |                                              |                                              |                                              |                                              |  |  |                                                 |                                                 |                                                 |                                                 |                                                 |                                                 |  |  |                                                |                                                |                                                |                                                |                                                |                                                |  |  |                       |                       |                       |                       |                       |                       |  |  |                                                               |                                                               |                                                               |                                                               |                                                               |                                                               |  |  |  |  |  |  |  |  |  |  |  |  |
|                                                 |                                            |                                            |                                            |                                            |                                            |  |  |  |  |                                              |                                              |                                              |                                              |                                              |                                              |  |  | Li Cunxu 李存勖 885–926 Zhuangzong 莊宗 923–926 | Li Cunxu 李存勖 885–926 Zhuangzong 莊宗 923–926 | Li Cunxu 李存勖 885–926 Zhuangzong 莊宗 923–926 | Li Cunxu 李存勖 885–926 Zhuangzong 莊宗 923–926 | Li Cunxu 李存勖 885–926 Zhuangzong 莊宗 923–926 | Li Cunxu 李存勖 885–926 Zhuangzong 莊宗 923–926 |  |  | Li Siyuan 李嗣源 867–933 Mingzong 明宗 926–933 | Li Siyuan 李嗣源 867–933 Mingzong 明宗 926–933 | Li Siyuan 李嗣源 867–933 Mingzong 明宗 926–933 | Li Siyuan 李嗣源 867–933 Mingzong 明宗 926–933 | Li Siyuan 李嗣源 867–933 Mingzong 明宗 926–933 | Li Siyuan 李嗣源 867–933 Mingzong 明宗 926–933 |  |  |                       |                       |                       |                       |                       |                       |  |  |                                                               |                                                               |                                                               |                                                               |                                                               |                                                               |  |  |  |  |  |  |  |  |  |  |  |  |
|                                                 |                                            |                                            |                                            |                                            |                                            |  |  |  |  |                                              |                                              |                                              |                                              |                                              |                                              |  |  | Li Cunxu 李存勖 885–926 Zhuangzong 莊宗 923–926 | Li Cunxu 李存勖 885–926 Zhuangzong 莊宗 923–926 | Li Cunxu 李存勖 885–926 Zhuangzong 莊宗 923–926 | Li Cunxu 李存勖 885–926 Zhuangzong 莊宗 923–926 | Li Cunxu 李存勖 885–926 Zhuangzong 莊宗 923–926 | Li Cunxu 李存勖 885–926 Zhuangzong 莊宗 923–926 |  |  | Li Siyuan 李嗣源 867–933 Mingzong 明宗 926–933 | Li Siyuan 李嗣源 867–933 Mingzong 明宗 926–933 | Li Siyuan 李嗣源 867–933 Mingzong 明宗 926–933 | Li Siyuan 李嗣源 867–933 Mingzong 明宗 926–933 | Li Siyuan 李嗣源 867–933 Mingzong 明宗 926–933 | Li Siyuan 李嗣源 867–933 Mingzong 明宗 926–933 |  |  |                       |                       |                       |                       |                       |                       |  |  |                                                               |                                                               |                                                               |                                                               |                                                               |                                                               |  |  |  |  |  |  |  |  |  |  |  |  |
|                                                 |                                            |                                            |                                            |                                            |                                            |  |  |  |  |                                              |                                              |                                              |                                              |                                              |                                              |  |  |                                                 |                                                 |                                                 |                                                 |                                                 |                                                 |  |  |                                                |                                                |                                                |                                                |                                                |                                                |  |  |                       |                       |                       |                       |                       |                       |  |  |                                                               |                                                               |                                                               |                                                               |                                                               |                                                               |  |  |  |  |  |  |  |  |  |  |  |  |
|                                                 |                                            |                                            |                                            |                                            |                                            |  |  |  |  |                                              |                                              |                                              |                                              |                                              |                                              |  |  |                                                 |                                                 |                                                 |                                                 |                                                 |                                                 |  |  |                                                |                                                |                                                |                                                |                                                |                                                |  |  |                       |                       |                       |                       |                       |                       |  |  |                                                               |                                                               |                                                               |                                                               |                                                               |                                                               |  |  |  |  |  |  |  |  |  |  |  |  |
|                                                 |                                            |                                            |                                            |                                            |                                            |  |  |  |  |                                              |                                              |                                              |                                              |                                              |                                              |  |  |                                                 |                                                 |                                                 |                                                 |                                                 |                                                 |  |  |                                                |                                                |                                                |                                                |                                                |                                                |  |  |                       |                       |                       |                       |                       |                       |  |  |                                                               |                                                               |                                                               |                                                               |                                                               |                                                               |  |  |  |  |  |  |  |  |  |  |  |  |
| Li Congke 李從珂 885–937 Modi 末帝 934–937      | Li Congke 李從珂 885–937 Modi 末帝 934–937 | Li Congke 李從珂 885–937 Modi 末帝 934–937 | Li Congke 李從珂 885–937 Modi 末帝 934–937 | Li Congke 李從珂 885–937 Modi 末帝 934–937 | Li Congke 李從珂 885–937 Modi 末帝 934–937 |  |  |  |  | Li Congyi 李從益 931–947 Principe di Xu 許王 | Li Congyi 李從益 931–947 Principe di Xu 許王 | Li Congyi 李從益 931–947 Principe di Xu 許王 | Li Congyi 李從益 931–947 Principe di Xu 許王 | Li Congyi 李從益 931–947 Principe di Xu 許王 | Li Congyi 李從益 931–947 Principe di Xu 許王 |  |  | Li Congrong 李從榮m. 933 Principe di Qin 秦王   | Li Congrong 李從榮m. 933 Principe di Qin 秦王   | Li Congrong 李從榮m. 933 Principe di Qin 秦王   | Li Congrong 李從榮m. 933 Principe di Qin 秦王   | Li Congrong 李從榮m. 933 Principe di Qin 秦王   | Li Congrong 李從榮m. 933 Principe di Qin 秦王   |  |  | Li Conghou 李從厚 914–934 Mindi 愍帝 933–934   | Li Conghou 李從厚 914–934 Mindi 愍帝 933–934   | Li Conghou 李從厚 914–934 Mindi 愍帝 933–934   | Li Conghou 李從厚 914–934 Mindi 愍帝 933–934   | Li Conghou 李從厚 914–934 Mindi 愍帝 933–934   | Li Conghou 李從厚 914–934 Mindi 愍帝 933–934   |  |  | Imperatrice Li m. 950 | Imperatrice Li m. 950 | Imperatrice Li m. 950 | Imperatrice Li m. 950 | Imperatrice Li m. 950 | Imperatrice Li m. 950 |  |  | Shi Jingtang 石敬瑭 Gaozu dei Jin posteriori 高祖 892–936–942 | Shi Jingtang 石敬瑭 Gaozu dei Jin posteriori 高祖 892–936–942 | Shi Jingtang 石敬瑭 Gaozu dei Jin posteriori 高祖 892–936–942 | Shi Jingtang 石敬瑭 Gaozu dei Jin posteriori 高祖 892–936–942 | Shi Jingtang 石敬瑭 Gaozu dei Jin posteriori 高祖 892–936–942 | Shi Jingtang 石敬瑭 Gaozu dei Jin posteriori 高祖 892–936–942 |  |  |  |  |  |  |  |  |  |  |  |  |
| Li Congke 李從珂 885–937 Modi 末帝 934–937      | Li Congke 李從珂 885–937 Modi 末帝 934–937 | Li Congke 李從珂 885–937 Modi 末帝 934–937 | Li Congke 李從珂 885–937 Modi 末帝 934–937 | Li Congke 李從珂 885–937 Modi 末帝 934–937 | Li Congke 李從珂 885–937 Modi 末帝 934–937 |  |  |  |  | Li Congyi 李從益 931–947 Principe di Xu 許王 | Li Congyi 李從益 931–947 Principe di Xu 許王 | Li Congyi 李從益 931–947 Principe di Xu 許王 | Li Congyi 李從益 931–947 Principe di Xu 許王 | Li Congyi 李從益 931–947 Principe di Xu 許王 | Li Congyi 李從益 931–947 Principe di Xu 許王 |  |  | Li Congrong 李從榮m. 933 Principe di Qin 秦王   | Li Congrong 李從榮m. 933 Principe di Qin 秦王   | Li Congrong 李從榮m. 933 Principe di Qin 秦王   | Li Congrong 李從榮m. 933 Principe di Qin 秦王   | Li Congrong 李從榮m. 933 Principe di Qin 秦王   | Li Congrong 李從榮m. 933 Principe di Qin 秦王   |  |  | Li Conghou 李從厚 914–934 Mindi 愍帝 933–934   | Li Conghou 李從厚 914–934 Mindi 愍帝 933–934   | Li Conghou 李從厚 914–934 Mindi 愍帝 933–934   | Li Conghou 李從厚 914–934 Mindi 愍帝 933–934   | Li Conghou 李從厚 914–934 Mindi 愍帝 933–934   | Li Conghou 李從厚 914–934 Mindi 愍帝 933–934   |  |  | Imperatrice Li m. 950 | Imperatrice Li m. 950 | Imperatrice Li m. 950 | Imperatrice Li m. 950 | Imperatrice Li m. 950 | Imperatrice Li m. 950 |  |  | Shi Jingtang 石敬瑭 Gaozu dei Jin posteriori 高祖 892–936–942 | Shi Jingtang 石敬瑭 Gaozu dei Jin posteriori 高祖 892–936–942 | Shi Jingtang 石敬瑭 Gaozu dei Jin posteriori 高祖 892–936–942 | Shi Jingtang 石敬瑭 Gaozu dei Jin posteriori 高祖 892–936–942 | Shi Jingtang 石敬瑭 Gaozu dei Jin posteriori 高祖 892–936–942 | Shi Jingtang 石敬瑭 Gaozu dei Jin posteriori 高祖 892–936–942 |  |  |  |  |  |  |  |  |  |  |  |  |
|                                                 |                                            |                                            |                                            |                                            |                                            |  |  |  |  |                                              |                                              |                                              |                                              |                                              |                                              |  |  |                                                 |                                                 |                                                 |                                                 |                                                 |                                                 |  |  |                                                |                                                |                                                |                                                |                                                |                                                |  |  |                       |                       |                       |                       |                       |                       |  |  |                                                               |                                                               |                                                               |                                                               |                                                               |                                                               |  |  |  |  |  |  |  |  |  |  |  |  |
| Li Chongmei 李重美 m. 937 Principe di Yong 雍王 |                                            |                                            |                                            |                                            |                                            |  |  |  |  |                                              |                                              |                                              |                                              |                                              |                                              |  |  |                                                 |                                                 |                                                 |                                                 |                                                 |                                                 |  |  |                                                |                                                |                                                |                                                |                                                |                                                |  |  |                       |                       |                       |                       |                       |                       |  |  |                                                               |                                                               |                                                               |                                                               |                                                               |                                                               |  |  |  |  |  |  |  |  |  |  |  |  |